# Wasfi al-Tal
Wasfi al-Tal (cũng gọi là Wasfi Tel) (1919 - 28 tháng 11 năm 1971) (tiếng Ả Rập: وصفي التل) là Thủ tướng của Jordan ba nhiệm kỳ riêng biệt. Năm 1971, ông bị ám sát bởi đơn vị Tháng chín Đen của Tổ chức Giải phóng Palestine bên ngoài một khách sạn ở Cairo. Tal là thủ tướng và bộ trưởng quốc phòng trong cuộc nổi dậy Tháng Chín Đen của Palestine vào năm 1970. Ông đã khiến các nhà lãnh đạo PLO giận dữ vì vai trò của ông trong cuộc đàn áp các cuộc nổi dậy.
Ông là nhân vật chính trị Jordan thứ ba bị ám sát giữa năm 1951 và 1971; lần đầu tiên hai là Vua Abdullah và Hazza Majali, Thủ tướng Jordan.
Tal sinh ra trong Irbid, một thành phố ở phía bắc Jordan, vào năm 1919. Ông từng là một sĩ quan trong quân đội Anh trong Thế chiến II. Ông cũng đã tham gia vào cuộc chiến Palestine năm 1948, chiến đấu cho quân đội Ả Rập. Ông được phong đại tá trong quân đội Jordan ngay trước khi tốt nghiệp Đại học Hoa Kỳ ở Beirut. Sau khi tốt nghiệp, ông bắt đầu làm việc trong cơ quan dân sự Jordan. Tiếp theo, ông làm giám đốc báo chí. Sau đó, ông được bổ nhiệm Đại sứ Jordan, và ông đã phục vụ như một đại sứ ở Đức, Iran và Iraq.